# Sokół gdański

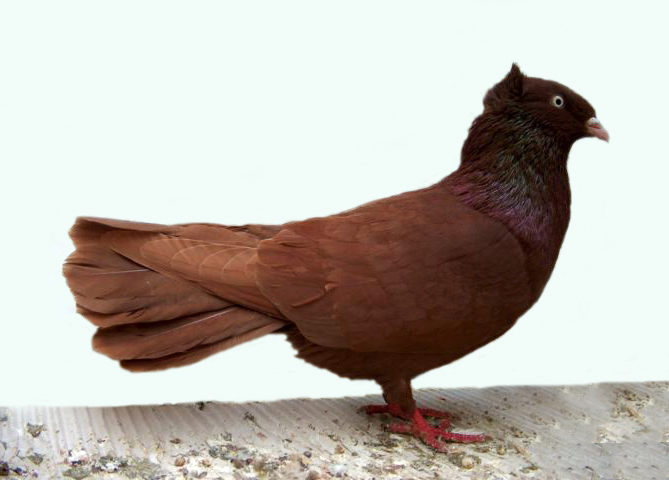
Sokół gdański

Sokół gdański, (Danziger Hochflieger gdański wysokolotny) – jedna z ras gołębi, pochodząca z Gdańska i okolic. Wyhodowany w XIX w. poprzez skrzyżowanie gołębi perskich, przywiezionych przez flisaków wiślanych z południa Polski, z przywiezionego przez marynarza gołębia z Kalkuty. Podobnie jak inne rasy pochodzący od gołębia skalnego (Columba livia).
Według klasyfikacji "Ogólnopolskiego Kolegium Sędziów Ekspertów Gołębi Rasowych" sokół gdański jest zaliczany do grupy gołębi lotnych (grupa IX).

## Wygląd ogólny

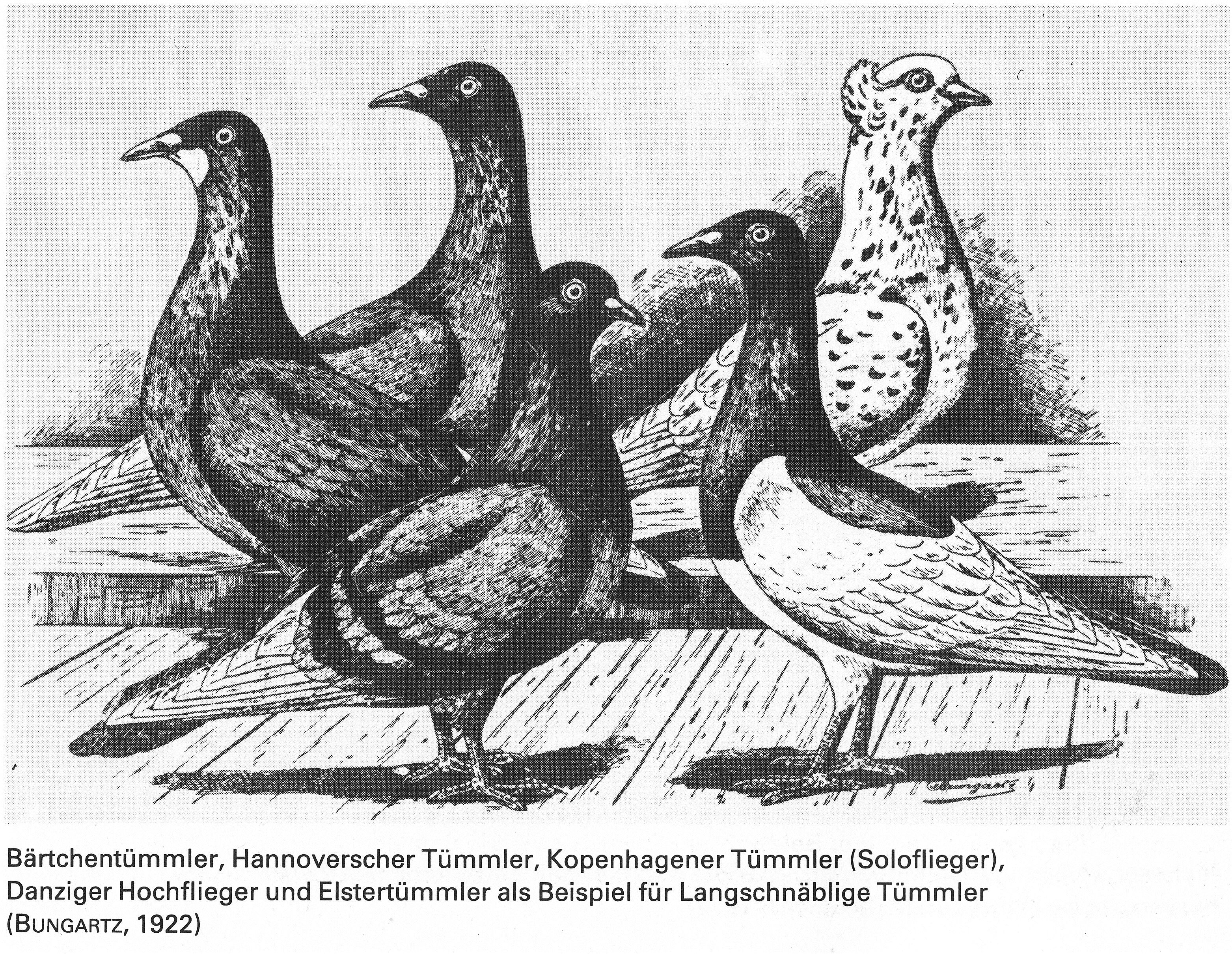
Cechą charakterystyczną, odróżniająca od innych odmian jest koronka na głowie (srokaty osobnik po prawej)

Ptak o długim, smukłym tułowiu, o średniej długości nogach, wypełnionym szerokim i bogatym w pióra ogonie, płasko wypełnionej głowie z charakterystyczną koronką.

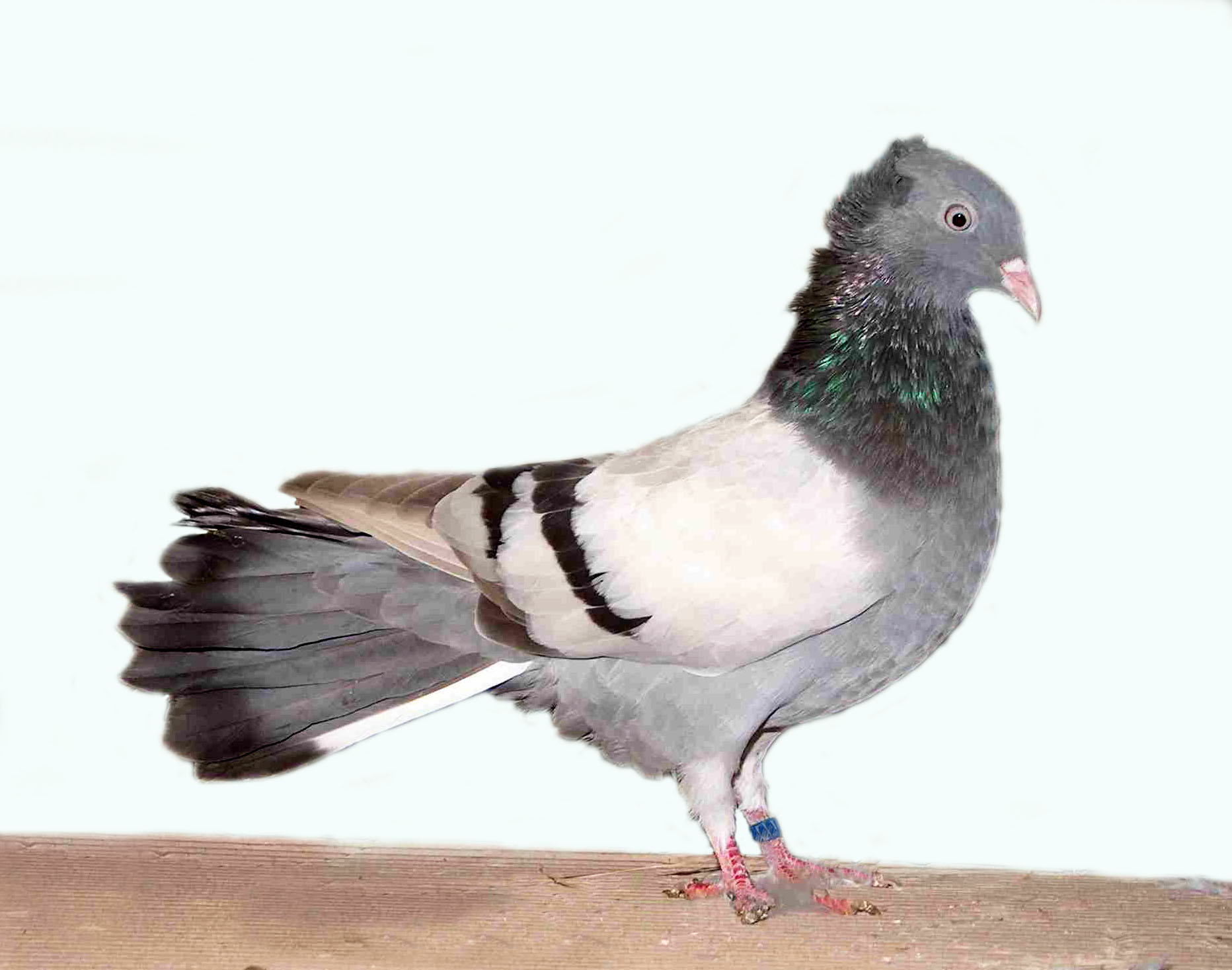
Odmiana srebrna, paskowana

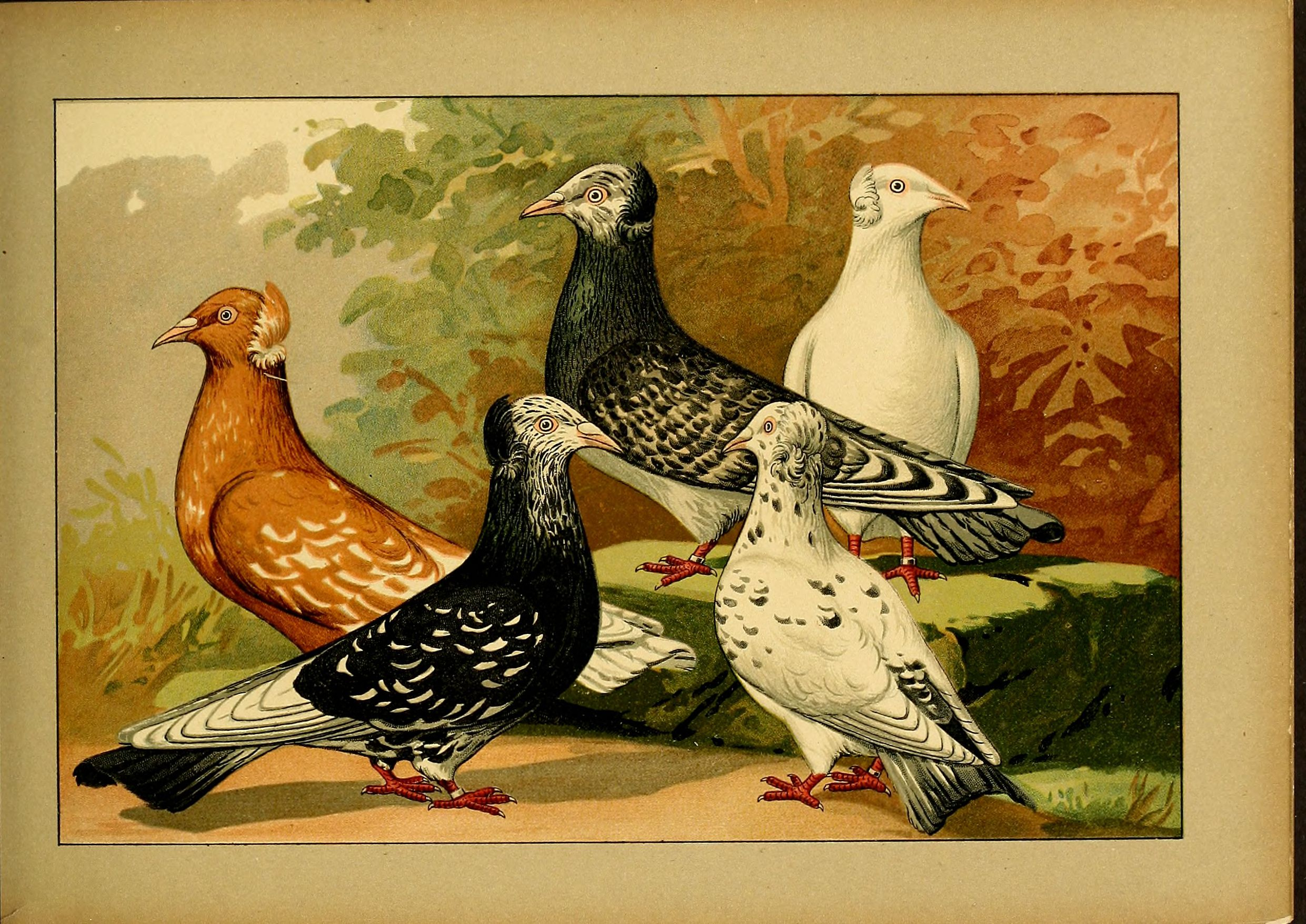
Odmiany rasy na rysunku, 1906